# Alcázar (Schloss)

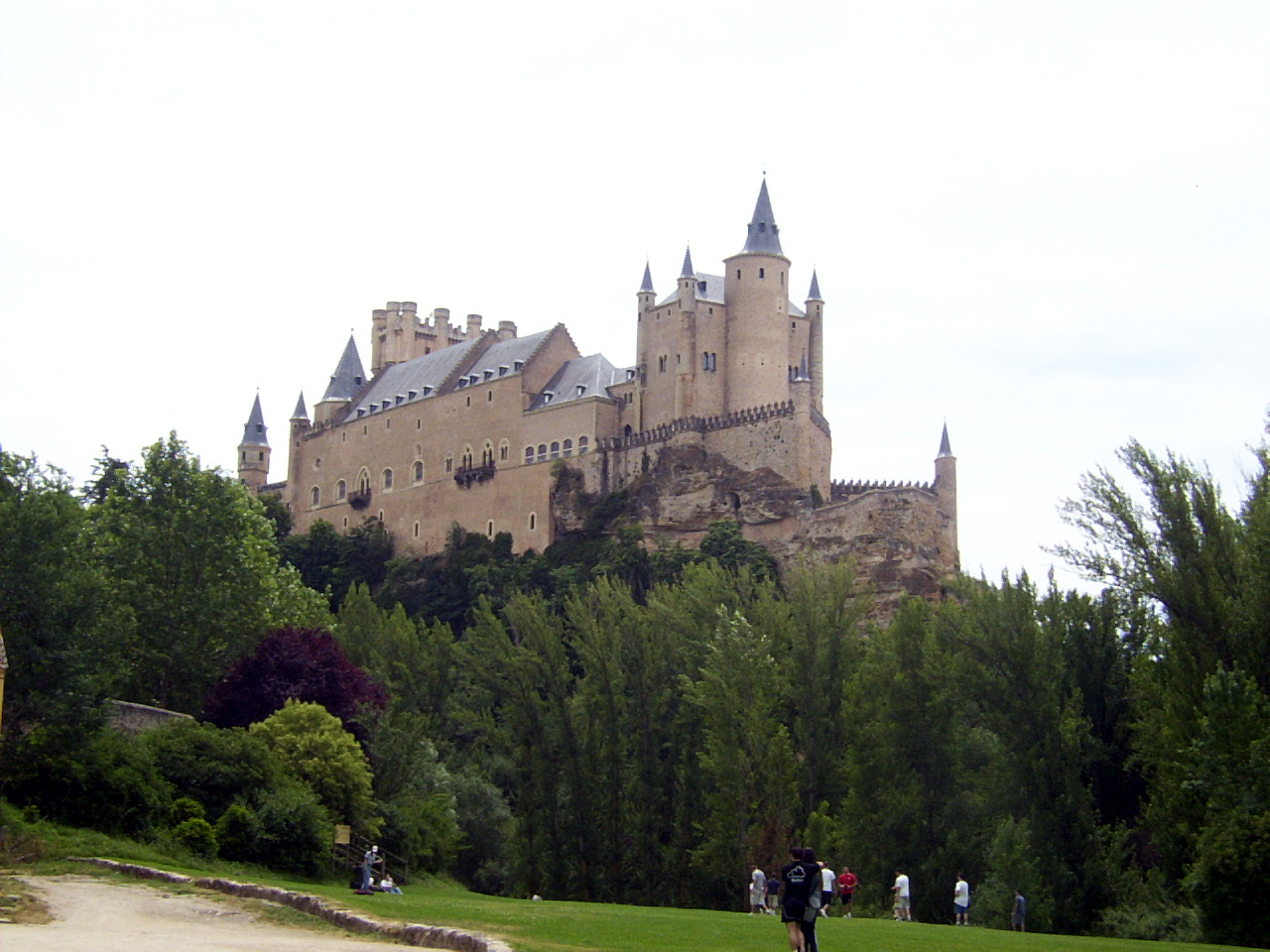
Alcázar von Segovia in Spanien

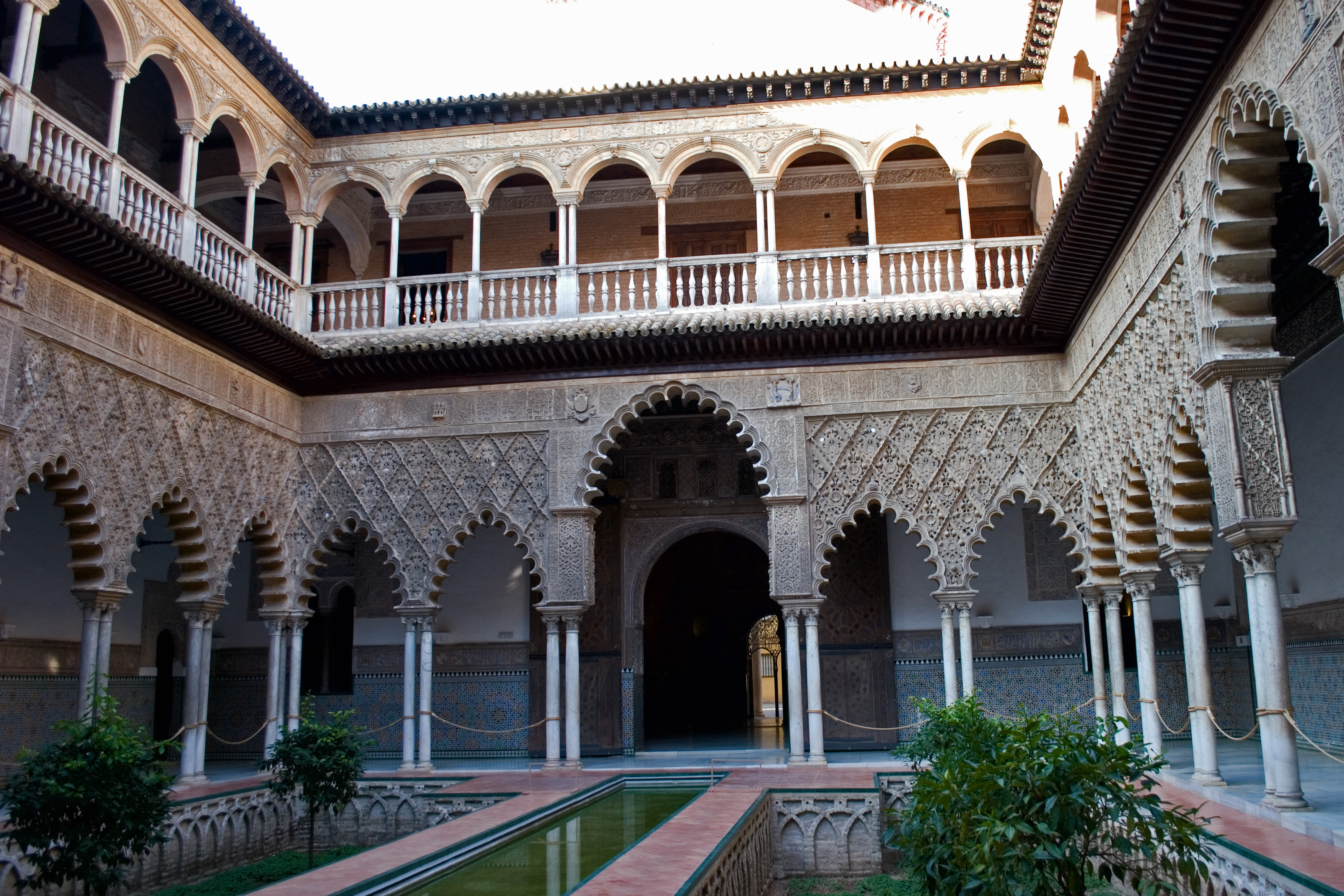
Innenhof im Alcázar von Sevilla

Alcázar oder Alcazaba ist eine spanische Bezeichnung für ein Schloss, insbesondere für einen Palast der Mauren in Spanien. Teilweise werden auch Schlösser, die nicht maurischen oder arabischen Ursprungs sind, so genannt. Die häufigste spanische Bezeichnung für Burgen und Schlösser ist castillo, siehe auch „Kastilien“.
Das spanische Wort alcázar ist entlehnt aus dem arabischen القصر / al-qaṣr („Festung“, „Schloss“). Das arabische qasr ist seinerseits aus lat. castrum „Feldlager“ abgeleitet. Im spanischen Wort alcázar ist vorne der arabische Artikel al inkorporiert (siehe Agglutination).
Auch die Alhambra von Granada kann als alcázar bezeichnet werden.

## Alcázar-Liste
- Alcuás
- Almería
- Ávila
- Jerez
- Granada
- Málaga
- Real Alcázar de Madrid, durch ein Feuer 1734 zerstört, siehe Palacio Real (Madrid)
- Montilla
- Palma
- Porcuna
- Segovia
- Sevilla
- Toledo
- Valldemossa
- Zafra
- Alcázar de Colón, Santo Domingo, Dominikanische Republik
- Alcázar de los Reyes Cristianos, Córdoba